# Raffaele Crovi
Raffaele Crovi (Paderno Dugnano, 18 aprile 1934 – Milano, 30 agosto 2007) è stato uno scrittore, giornalista, poeta, critico letterario, autore televisivo, sceneggiatore ed editore italiano.

## Biografia
Nato in Lombardia, dove i genitori erano emigrati per lavoro, crebbe a Cola, frazione del comune di Vetto (RE). Dopo gli studi medi, ginnasiali e liceali a Correggio (Reggio Emilia), nel 1952 Crovi si trasferì a Milano. Si laureò in legge con una tesi in diritto penale all'Università Cattolica del Sacro Cuore.
Si sposò nel 1966 e dal suo matrimonio nacque il figlio Luca.
Nel 1983 vinse il Premio Grinzane Cavour con la fiaba antropologica Fuori dal paradiso (1982), una riscrittura della Genesi. Nel 1984, con Ladro di ferragosto, si aggiudica il Premio Selezione Campiello. Nel 1993 vince il Premio Campiello con il romanzo La valle dei cavalieri, in cui percorre un secolo di storia italiana fino agli anni di piombo. Altri riconoscimenti ricevuti sono il Premio Letterario Basilicata nel 1996 e il Premio Nazionale Rhegium Julii nel 1998.

### Attività editoriale
Dal 1956 al 1960 ha collaborato con la casa editrice Einaudi come assistente di Elio Vittorini, prima come redattore della collana I gettoni e poi della rivista-collana Il menabò. Dal 1960 al 1966 è stato vicedirettore editoriale della Arnoldo Mondadori Editore. Nel triennio 1978-1980 è stato direttore editoriale della Rusconi Libri e nel triennio 1981-1983 direttore editoriale del gruppo Bompiani-Sonzogno-Etas-Fabbri Libri.
Nel 1984 ha fondato la casa editrice Camunia; nel 1994 ha inserito Camunia nel Gruppo Editoriale Giunti, in cui Crovi è diventato assistente generale. 
Dal 2000 al 2007 è stato direttore letterario della casa editrice Aragno.

### Attività giornalistica
Crovi è stato critico letterario dei quotidiani «Avvenire», «Corriere della Sera», «Il Giorno», «Italia Oggi» e dei settimanali «Stato Democratico», «Tempo», «Tuttolibri» e «La Domenica del Corriere». Ha inoltre collaborato alle riviste «Leggere», «Galleria», «Il Mulino», «Nuova Corrente», «Il Verri», «Nuovi Argomenti», «L'Europa Letteraria», «Autografo», «Liberal» e «Frontiera». È stato redattore dei periodici «Il menabò», «Settegiorni», «Questitalia», «Concertino» e del quotidiano «Avvenire»; ha diretto le riviste «Il Belpaese» e «Origini». Per il quattordicesimo volume di «Les écrivains célèbres» (opera coordinata da Raymond Queneau e pubblicata dall'editore parigino Mazenod) ha scritto nel 1965 un repertorio degli scrittori italiani del Novecento.

### Alla RAI
Dal 1967 al 1977 Crovi è stato responsabile dei programmi culturali della Rai per la sede di Milano. Ha curato e presentato in video tre programmi di informazione culturale: Tuttilibri (Rai Uno, 1977), Nero su bianco (Antenna Nord, 1979 e 1980) e Terza pagina (Rai 2, 1983-1984). Tra le sue produzioni radiofoniche vi fu anche una serie di programmi culturali per bambini. Le musiche di una di queste (I viaggi di Gulliver) furono composte dall'esordiente Fabrizio De André.

### Autore e produttore teatrale
Con Enrico Vaime realizzò una riduzione scenica di Uomini e no di Elio Vittorini; con Gianfranco Bettetini firmò la sceneggiatura di Ambrogio a Milano (Rai Uno, 1975). Nel triennio 1983-1985 fu direttore artistico del Teatro Verdi di Milano, dove è stata messa in scena con il titolo Quello Stolfo da Ferrara una sua riduzione dell'Orlando Furioso interpretata dalla Compagnia del Buratto; nello stesso periodo per il Teatro Verdi ideò e coordinò i primi corsi italiani di scrittura creativa.

### Docente
Crovi ha tenuto lezioni di tecniche della scrittura all'Università di Urbino e nel 1973-1974 è stato docente di Tecniche della Comunicazione Visiva all'Istituto Universitario di Storia dell'Arte di Parma.

### Attività politica
Crovi ha lavorato a Roma, come operatore politico-partitico nelle file dei cattolici democratici nei periodi 1956-1960, 1991-1994 e 1999-2000, nella Democrazia Cristiana prima e nel Partito Popolare Italiano poi.

## Opere principali

### Poesia
- Serenità di lacrime, Milano, M. Gastaldi, 1951
- La casa dell'infanzia, Milano, Schwarz, 1956
- Fariseo e pubblicano, Milano, A. Mondadori, 1968
- Elogio del disertore, Milano, A. Mondadori, 1973
- L'utopia del Natale (1974-1979), Milano, Rusconi, 1982
- Pianeta terra, Venezia, Marsilio, 1999[9]

### Narrativa
- Carnevale a Milano, Milano, Feltrinelli, 1959
- L'inverno, con una nota di Giansiro Ferrata, Caltanissetta-Roma, S. Sciascia, 1959
- Il franco tiratore, Milano, Rizzoli, 1968
- La corsa del topo, Milano, A. Mondadori, 1970
- Il mondo nudo, Torino, Einaudi, 1975
- Ladro di ferragosto, Milano, Frassinelli, 1984,
- Le parole del padre, Milano, Rusconi, 1991
- La valle dei cavalieri, Milano, A. Mondadori, 1993,
- L'indagine di via Rapallo, Casale Monferrato, Piemme, 1996
- Il lungo viaggio di Vittorini: una biografia critica, Venezia, Marsilio, 1998
- Amore di domenica, Venezia, Marsilio, 1999
- Appennino (Avventure in un paesaggio), Milano, Mondadori, 2003
- La vita sopravvissuta, Torino, Einaudi, 2007

### Saggistica
- La storia e la profezia. Profilo di Piero Gobetti, in:  Piero Gobetti, Scritti sull'arte, a cura di Maurizio De Benedictis, Torino, Nino Aragno Editore, 2000, ISBN 978-88-8419-005-5.